# Silver King
César Cuauhtémoc González Barrón (Torreón, Coahuila, 9 de enero de 1968-Londres, 11 de mayo de 2019), conocido Silver King, fue un luchador profesional y actor mexicano. También se le conoció bajo el nombre Black Tiger III, la tercera encarnación del personaje Black Tiger. Fue hijo del luchador Dr. Wagner y hermano del luchador Dr. Wagner Jr.. González trabajó durante muchos años con El Texano como el equipo «Los Cowboys», ganando campeonatos en parejas en México y Japón.
Fue una vez campeón mundial al haber tenido un reinado con el Campeonato Mundial de Peso Completo del CMLL, habiendo ostentado el título durante 330 días entre 1994 y 1995. Antes de su muerte, trabajaba para la empresa Asistencia Asesoría y Administración/Lucha Libre AAA Worldwide (AAA). También se le recuerda por haber personificado al luchador «Ramsés» en la película Nacho Libre. Falleció por un infarto agudo de miocardio durante una función en Londres.

## Vida personal
César Cuauhtémoc González Barrón nació el 9 de enero de 1968. Sus padres fueron Magdalena Barrón y Manuel González Rivera, más conocido como el luchador profesional Dr. Wagner. Fue el tercer hijo y nombrado César. Sus otros hermanos Oscar cuatro años mayor y Juan Manuel dos años mayor que César y finalmente su hermana menor Mayra. A finales de los años 1980s César González contrajo matrimonio con Xóchitl Guadalupe Hamada Villarreal, quién es también luchadora profesional con el nombre de Xóchitl Hamada.  
En el año 2012 César González comenzó a luchar siendo anunciado como el hijo de González con el nombre de "Silver King Jr" luchador enmascarado pero más tarde informó que la primera persona en usar el nombre de Silver King  Jr. no era su hijo ni tenía relación familiar con él, un hijo falso. Un segundo luchador usó el nombre de Silver King Jr. en 2014 y 2015 hasta que perdió la máscara en una lucha del 11 de octubre de 2015, dando el nombre de Felipe García González. César González más tarde ingreso a la lucha libre con el nombre "El Hijo de Silver King" siendo este su hijo verdadero no historia. César González fue tío de El Hijo del Dr. Wagner Jr. y el Galeno del Mal, hijos de su hermano mayor Juan Manuel, así como el excuñado de Rossy Moreno y la familia de luchadores Moreno hasta que Juan Manuel y Rossy Moreno se divorciaron.

## Carrera

### Consejo Mundial de Lucha Libre (1993-2007)
Comenzó su carrera como Silver King en la Asociación Universal de Lucha Libre hasta la pérdida de su máscara a manos de El Hijo del Santo. Formó un equipo con El Texano, llamado "Los Vaqueros". Ambos lograron conseguir los títulos de pareja de la UWA y de la WWA, hasta su aparición el WCW's Clash of the Champion XIX en 1992, donde fueron derrotados por The Fabulous Freebirds. En 1993, Texano y Silver King fueron recibidos en el Consejo Mundial de Lucha Libre, donde continuaron su éxito al ganar los títulos en pareja del CMLL. En competencias individuales, Silver King mantuvo rivalidad con veteranos como Emilio Charles y Scorpio Jr. Asimismo, obtuvo el título mundial de pesado del CMLL al derrotar a Black Magic en 1994. En 1996, él y su hermano Dr. Wagner jr. se enfrentaron a Dos Caras y Último Dragón para ganar los Campeonatos en Pareja del CMLL en 1997.
CARRERA CINEMATOGRÁFICA
En el año 2006 tuvo una participación en el filme  de Hollywood "Nacho Libre" en el que interpretó al villano de Jack Black "Ramsés"

### All Japan Pro Wrestling (2007)
A finales de 2007, Silver King comenzó a trabajar para All Japan Pro Wrestling (AJPW), donde se enmascaró una vez más. En una ruptura con la tradición, Silver King no cambió los trucos, pero volvió a hacerlo con el mismo truco que desenmascaró en 1987. Silver King ganó el Campeonato Mundial Juvenil de Peso Pesado el 1 de marzo de 2007 al derrotar a Katsuhiko Nakajima. Mantuvo el título por menos de dos meses, ya que lo perdió ante Ryuji Hijikata el 29 de abril de 2007.

### Asistencia Asesoría y Administración (2008-2014)
Aparece en AAA en el magno evento Triplemania XVI como luchador sorpresa haciendo equipo con La Parka y con Chessman, para enfrentar a ElectroShock, Kenzo Suzuki pero pierde su equipo. Meses después firmó un contrato con AAA, y pertenece ahora al equipo de AAA y se une a La Parka para derrotar a la legión extranjera, participó en el homenaje a Antonio Peña pero es eliminado por El Mesías.
Empieza el año y en una lucha Konnan anuncia que habrá un golpe en las filas por parte de un traidor esa noche y todos culpan a X-Pack, pero en la noche se descubre que es Silver King, y desde ahí inicia una rivalidad fuerte con La Parka, en la cual la mayoría de las luchas acaba con su oponente con su máscara rota y ensangrentada, participó en el evento Rey de Reyes saliendo en el equipo 2 eliminando al Elegido, Alan Stone, y Joe Líder. En la final se enfrentó a ElectroShock, Latin Lover y La Parka, pero este le aplicó un martinete en una mesa hacia fuera del ring, y lo descalificaron. Participó en la triplemania XVII como miembro de la legión extranjera en una lucha en jaula por el control de la empresa pero fue el último en salir y su equipo perdió. Después de que su hermano Dr. Wagner Jr. ingresara a AAA se alió con el formando el grupo de los wagnermaniacos. Participó en la lucha clasificatoria para buscar el retador #1 por el campeonato que tiene su hermano, saliendo en segundo lugar enfrentando al Mesías, pero fue el quinto en salir por parte del Cibernético.

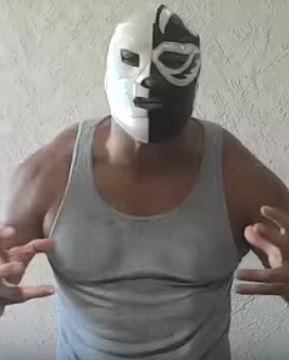
Silver King en 2015.

Inició el año como miembro de los Wagnermaniacos, luchando con su hermano Dr. Wagner Jr., Último Gladiador y Electroshock, en Rey de Reyes, luchó al lado de Último Gladiador, y su hermano contra la hermandad 187 y Pimpinela Escarlata, la lucha tenía como temática que si el equipo de Pimpinela ganaba, ella sería admitida dentro de los Wagnermaniacos, lucha en la que perdieron y el gladiador Exótico se vio envuelto dentro de los Wagnermaniacos.
Rumbo a Triplemania junto a Electroshock y Último Gladiador, traicionaron a Wagner, y a partir de ese momento Silver King cambió su nombre de Silver Caín. Antes de Triplemanía, Silver King apareció en una función del CMLL iniciando así la invasión TNA, él junto con Electroshock y Último Guerrero luchaban contra otras parejas de CMLL. En Triplemania XVIII, participó en una lucha de eliminación de cuatro parejas contra Beer Money, Inc. y la hermandad 187, donde en la final se enfrentaron a los miembros de Beer Money a quienes derrotaron y junto a Último Gladiador obtuvieron el Campeonato Mundial en Parejas de la AAA, después los miembros de la CMLL "Los Capos" Máscara Año 2000 Jr. y Universo 2000 Jr. retaron a Silver King y a Último Gladiador por el campeonato recién obtenido, semanas después se pactó la lucha y defendieron el título exitosamente en una función de la IWRG. En esas semanas su rivalidad con su hermano Wagner quien había ganado el Megacampeonato en la lucha estelar de Triplemania, se agravó, pactando una lucha de triple amenaza en Verano de Escándalo por el Megacampeonato Unificado de Peso Completo de la AAA.

## Muerte
Durante la lucha contra Juventud Guerrera el 11 de mayo de 2019, González sufrió un infarto cerebral en el ring y murió poco tiempo después de un ataque al corazón. Después de su muerte, su cuerpo se retrasó en ser trasladado de Londres, Inglaterra a México. Su cuerpo llegó a la Ciudad de México el 19 de mayo. Y allí fue trasladado a Monterrey y luego por tierra a Torreón, Coahuila, su ciudad natal donde fue su funeral que se celebró en la Funeraria Gayosso, donde los fanáticos pudieron asistir, y luego fue enterrado en el panteón Jardines del Tiempo en Torreón junto a su padre. Una autopsia confirmó que la causa de la muerte de González se debió a un infarto de miocardio fulminante y que no había rastros en su sangre de alguna droga o medicamentos.

## Campeonatos y logros
- All Japan Pro Wrestling
  - AJPW World Junior Heavyweight Championship (1 vez)[2]

- Asistencia Asesoría y Administración / Lucha Libre AAA Worldwide
  - Campeonato Mundial en Parejas de AAA (1 vez) – con Último Gladiador
  - Salón de la Fama AAA (2019)

- Consejo Mundial de Lucha Libre
  - CMLL World Heavyweight Championship (1 vez)[3]
  - CMLL World Tag Team Championship (2 veces) - con El Texano (1) y Dr. Wagner Jr. (1)[4]
  - CMLL World Trios Championship (1 vez) con Dr. Wagner Jr. & Universo 2000[5]
  - Torneo Gran Alternativa (1995) - con Shocker[6]

- International Wrestling Association
  - IWA World Tag Team championship (Versión Japón) (1 vez) - con El Texano[7]
- International Wrestling Revolution Group
  - IWRG Intercontinental Trios championship (2 veces) con El Pantera y Pentagón Black (1)[8]  & con Último Gladiador y Joe Líder (1)
  - IWRG Intercontinental Heavyweight Championship (1 vez)
  - Copa Higher Power (2004) - con NOSAWA Rongai, MAZADA & GARUDA
  - Copa Higher Power (2010) - con Pirata Moreno

- Universal Wrestling Association
  - UWA World Light Heavyweight Championship (1 vez)[9]
  - UWA World Tag Team Championship (1 vez) - con El Texano[10]

- World Wrestling Association
  - WWA World Tag Team championship (2 veces) - con El Texano[11]

- Pro Wrestling Illustrated
  - Situado en el Nº328 en los PWI 500 del 1993[12]
  - Situado en el Nº161 en los PWI 500 del 1994[13]
  - Situado en el Nº301 en los PWI 500 del 1995[14]
  - Situado en el Nº303 en los PWI 500 del 1996[15]
  - Situado en el Nº90 en los PWI 500 del 1997[16]
  - Situado en el Nº101 en los PWI 500 del 1998[17]
  - Situado en el Nº109 en los PWI 500 del 1999[18]
  - Situado en el Nº159 en los PWI 500 del 2000[19]
  - Situado en el Nº46 en los PWI 500 del 2001[20]
  - Situado en el Nº11 en los PWI 500 del 2002[21]
  - Situado en el Nº96 en los PWI 500 del 2003[22]
  - Situado en el Nº153 en los PWI 500 del 2004[23]
  - Situado en el Nº214 en los PWI 500 del 2006[24]